# Villemann og Magnhild

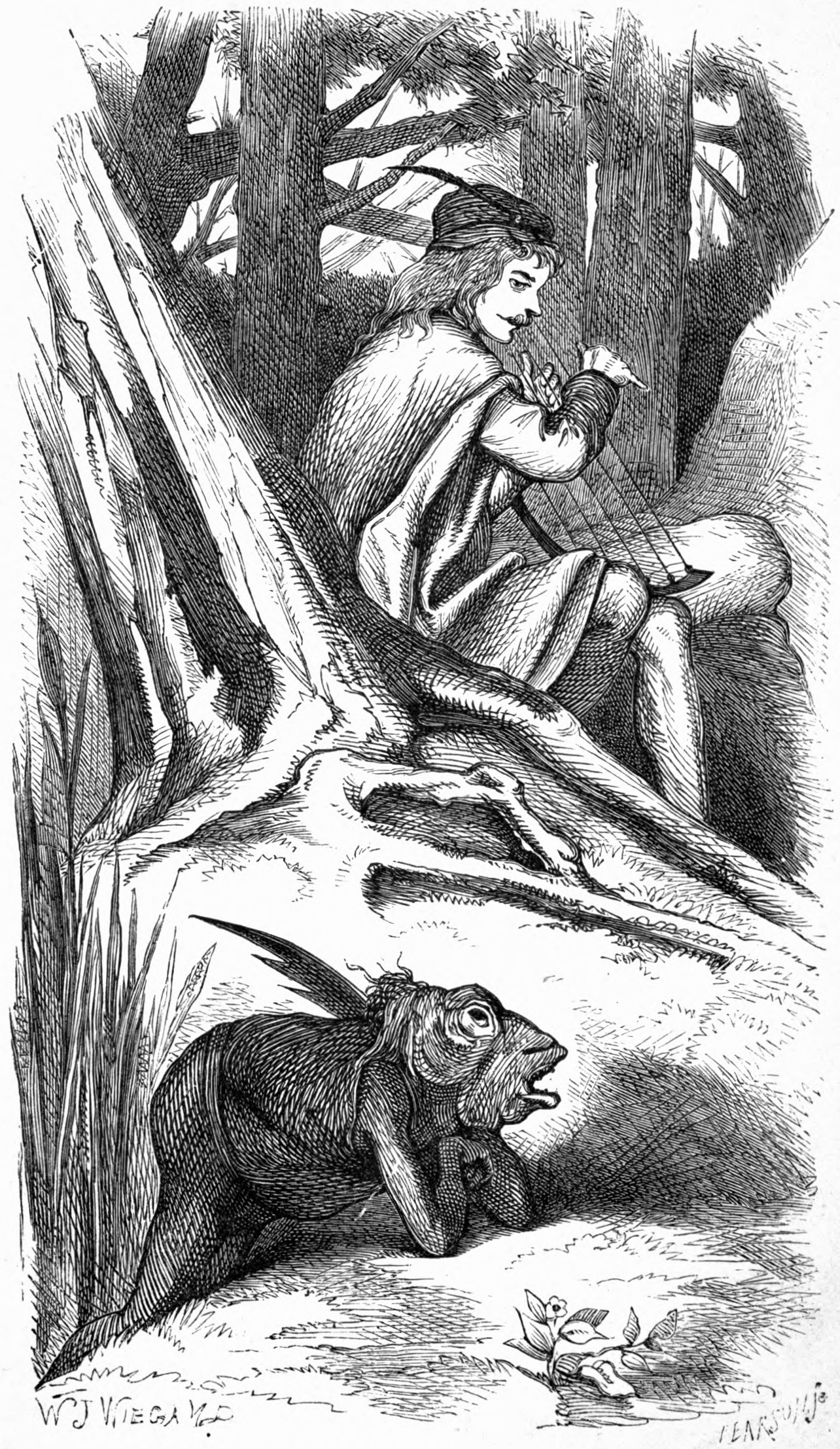

Villemann og Magnhild ist eine mittelalterliche Ballade aus Norwegen.
Die Ballade ist in Norwegen auch unter den Namen „Gudmund og Signeliti“, „Gaute og Magnhild“ und „Harpespelet tvingar nykken“ bekannt. Es handelt sich um eine romantische naturmystische Erzählung. Es gibt viele verschiedene Versionen dieses Liedes. Das Lied ist auch auf Dänisch und Schwedisch unter dem Namen „Harpans kraft“ bekannt. Auf Island kennt man es unter dem Namen „Gautakvæði“. Die norwegischen Versionen kommen hauptsächlich aus der Telemark und Agder.

## Inhalt
Magnhild muss weinen, da sie um ihr Schicksal weiß, dass sie im Fluss ertrinken wird. Villemann baut für sie eine Brücke, damit sie flüchten kann. Viele Menschen suchen nach ihr. Das Pferd der Braut stolpert jedoch, als sie über die Brücke reitet. Sie stürzt ins Wasser. Villemann singt zu seiner goldenen Harfe und zwingt damit den Troll, sie wieder aus dem Wasser freizugeben.
Das Lied ist oft in norwegischen Liederbüchern abgedruckt. Zur Herkunft der Melodie gibt es bisher noch keine genauen Informationen. Eine Textversion wurde von Moltke Moe rekonstruiert und in „Norske Folkevisor“ von ihm und Knut Liestøl veröffentlicht.
1. Villemann og hass møy så prud, dei leika gulltavl i hennar bur. — Så liflig leika Villemann for si skjønn jomfru
2. Kvòr gong gullterningjen rann omkring, så rann det ei tår på Magnills kinn.
3. "Græt'e du åker, ell græt'e du eng, ell græt'e du det at du sov i mi seng?"
4. "Græt'e du gull, ell græt'e du jord, ell græt'e du det at du sat ved mitt bord?"
5. "Eg græt inkje åker, eg græt inkje eng, eg græt inkje det at eg sov i di seng."
6. "Eg græt inkje gull, eg græt inkje jord, eg græt alli det at eg sat ved ditt bord."
7. "Eg græt'e meir fyr mitt kvite hold, at det må kje koma i svartan mold."
8. "Eg græt'e meir fyr mitt gule hår, at det må kje rotne i Vendels å."
9. "Eg græt'e så mykje fyr Blide-bru, der sokk til bonns mine systrar tvo."
10. "Magnill, Magnill still din gråt: eg skò bygggje bru ivi Vendels å."
11. "Eg skò byggje brui så håg og så ny og setje derunde stolpar av bly."
12. "Eg sko byggje brui så sterk og så håg og setje derunde stolpar av stål."
13. "Og alle mine sveinar skò ride i rad — eg vaktar deg nok for det kalde bad."
14. "Å, du må byggje om du vil, unde sky: det kan ingjen ifrå si folloga fly!
15. Du må byggje av bly, du må byggje av stål: det kan ingjen si folloga fly ifrå!"
16. Villemann let si ferd i rekkje, fir' og tjuge fyre og fir' og tjuge etter.
17. Då dei kom midtepå håge bru, då snåva hennar gangar i raude gullsko.
18. Gangaren snåva i raude gullsaum, og jomfruva raut åt stride straum.
19. Stolt Magnill slo opp med kvite hand: "Å Villemann, Villemann! hjelp meg i land!"
20. Villemann tala til smådrengjen sin: "Du hentar meg horpa i raude gullskrin!"
21. Fram kom horpa så vent ho let alt sat Villemann, sårt han gret.
22. Villemann gjeng'e for straumen å stå, meistarleg kunne han gullhorpa slå.
23. Han leika med lenpe, han leika med list: fuglen dåna på ville kvist.
24. Han leika med lempe han leika med gny: det gjallar i berg, og det rungar i sky.
25. Villemann leika så lang ein leik: då rivna borkjen av or og eik.
26. Han leika av topp, han leika av tre, han leika honni av kvike fe.
27. Han leika med vreide og leika med harm, han leika Magnill av nykkjens arm.
28. "Der hev du den eine, der hev du dei tvo, lat meg no hava mitt vatn i ro."
29. "Velkomi den fysste, velkomne dei tvo! men alli skò du hava ditt vatn i ro! "
30. Villemann leika og horpa skein, nykkjen han sprakk i hardan stein.
31. Dei fysste ordi som Magnill tala: "Sæl er den mo'er slik son må hava!"
32. "Sæl er den mo'er slik son'e å, endå sælar den honom må få!" — Så liflig leika Villemann for si skjønn jomfru

Der in Deutschland bekanntere gekürzte Text im norwegischen Original
Villemann gjekk seg te storan å,

Hei fagraste lindelauvi alle.

Der han ville gullharpa slå.

For de runerne de lyster han å vinne.

Villemann gjenge for straumen å stå,

Mesterleg kunne han gullharpa slå.

Han leika med lente, han leika med list,

Og fugelen tagna på grønande kvist.

Han leika med lente, han leika med gny,

Han leika Magnhild av nykkens arm.

Men då steig trolli upp or djupaste sjø,

Det gjalla i berg og det runga i sky.

Då slo han si harpe til bonns i sin harm,

Og utvinner krafti av trollenes arm.
Die deutsche Übersetzung
Villemann ging zum Fluss

Zur schönsten aller Linden

Dort wollte er die Goldharfe spielen

Denn die Runen verhießen ihm Glück

Villemann ging um gegen den Strom anzustehen

Meisterlich konnte er die Goldharfe spielen

Er spielte sie zart, er spielte sie schlau

Der Vogel wurde still auf dem grünen Baum

Er spielte sie zart, er spielte sie laut

Er spielte Magnhild frei aus den Armen des Trolls

Dann stieg der Troll aus den Tiefen des Sees

Es grollte in den Bergen und krachte in den Wolken

Da schlug er die Harfe mit seiner ganzen gebündelten Wut

Und nahm so dem Troll seine Kraft und Macht.

## Rezeption
- Berit Opheim Versto sang die Ballade auf der Einspielung Norske Ballader: 30 ballader – 0m drap og elskov, skjemt og lengsel blant riddere, jomfruer, kjemper og dyr. Grappa 2009, HCD 7239.
- Eine weitere gekürzte Fassung gibt es von der Musikgruppe Kelpie auf YouTube.
- Das Lied wird in der gekürzten Form in Deutschland gern auf historischen Mittelaltermärkten vorgetragen. Die in der deutschen Mittelaltermarkt-Szene populäre Form wurde hauptsächlich durch die Mittelalter-Hardrockgruppe In Extremo bekannt und so oder ähnlich von zahlreichen Musikgruppen übernommen. Sie gehört heute zum Standard-Repertoire entsprechender Veranstaltungen.